# Papa-moscas-azul-de-sumatra
Papa-moscas-azul-de-sumatra (Cyornis ruckii) é uma ave passeriforme da família dos papa-moscas do Velho Mundo, Muscicapidae. Conhecida a partir de apenas quatro espécimes, é endêmica de uma pequena área no nordeste de Sumatra, Indonésia, habitando florestas primárias de terras baixas. Embora todos os espécimes compartilhem características comuns, como bico preto, íris marrom e pés pretos, dois dos espécimes coletados apresentam discrepâncias físicas em relação aos outros dois. Inicialmente, foram descritos como Cyornis vanheysti, mas posteriormente foram aceitos como espécimes de C. ruckii. O papa-moscas-azul-de-sumatra também foi comparado a outras espécies do gênero Cyornis.
A espécie é classificada como "em perigo crítico" pela União Internacional para a Conservação da Natureza (IUCN), pois não há registros confirmados desde 1918. Está protegida pela legislação indonésia desde 1972 e pode ter sido afetada pelo tsunami do Oceano Índico de 2004.

## Taxonomia
O papa-moscas-azul-de-sumatra foi descrito pela primeira vez pelo zoólogo francês Émile Oustalet em 1881, com base em dois espécimes (macho e fêmea adultos) do Museu Nacional de História Natural da França. Esses espécimes foram enviados por Monsieur Rück, de um porto comercial na atual Malaca, Malásia, em 1880. Oustalet nomeou a espécie em homenagem a Rück, atribuindo-lhe o nome binomial Cyornis ruckii. O nome binomial é ocasionalmente alterado para Cyornis rueckii, mas essa grafia é considerada incorreta.:14 Outros nomes comuns em inglês incluem Rueck's blue flycatcher e Rueck's niltava.
Outros dois espécimes (macho adulto e macho imaturo) foram coletados por A. van Heyst em 1917 e 1918, perto de Medã, e descritos como uma nova espécie, Cyornis vanheysti, pelos zoólogos britânicos Herbert C. Robinson [en] e  Cecil Boden Kloss, em 1919. Eles notaram a semelhança com os espécimes descritos por Oustalet, eventualmente sinonimizando C. vanheysti com C. ruckii. Esses espécimes estão no Museu Americano de História Natural.:14
Os espécimes também foram considerados uma forma do papa-moscas-unicolor (Cyornis unicolor). No entanto, comparações mostram que o papa-moscas-unicolor difere em cor e topografia. O papa-moscas-azul-de-sumatra é uma espécie monotípica.

## Descrição
O papa-moscas-azul-de-sumatra mede 17 cm de comprimento, com bico preto, íris marrom e pés pretos. Há diferenças entre os espécimes descritos por Oustalet e por Robinson & Kloss. Nos espécimes de Oustalet, o macho apresenta plumagem azul-escura, ventre azul e uropígio azul brilhante, com uma pequena quantidade de penas cinzentas desarrumadas ao redor das pernas. A fêmea tem plumagem marrom-avermelhada, loros fortemente avermelhados, peito laranja-avermelhado e ventre esbranquiçado. Nos espécimes de Robinson & Kloss, o macho imaturo possui plumagem bege com manchas marrons, peito avermelhado e centro das partes inferiores esbranquiçado. O macho adulto difere do descrito por Oustalet: o ventre e as coberteiras da cauda são cinza-esbranquiçados, enquanto os flancos são cinza-azulados. Além disso, os espécimes de Robinson & Kloss têm bicos ligeiramente maiores. Essas diferenças podem ser resultado de variação individual ou indicar subespécies distintas.:15

## Distribuição e habitat
O papa-moscas-azul-de-sumatra é endêmico de Sumatra, Indonésia, na região de Medã, e provavelmente tem uma densidade populacional baixa. Os espécimes coletados por Rück provêm de florestas primárias de terras baixas, enquanto os coletados por van Heyst são considerados de florestas exploradas, o que pode indicar alguma tolerância à degradação do habitat,:46:23 embora isso seja contestado.

## Conservação
Não registrado desde 1918, e devido à contínua perda de habitat, levantamentos insuficientes, população pequena e alcance limitado, o papa-moscas-azul-de-sumatra é classificado como "em perigo crítico" na Lista Vermelha da IUCN. Está incluído no Apêndice II da CITES e protegido pela legislação indonésia desde 1972. Em 2013 e 2014, observações em Jambi, Sumatra, revelaram um par de papa-moscas não identificados semelhantes ao papa-moscas-azul-de-sumatra, mas a possibilidade de serem papa-moscas-de-cauda-branca (Cyornis concretus) não foi descartada. A espécie pode ter sido afetada pelo tsunami do Oceano Índico de 2004,:19 e é considerada extinta com 80% de confiança.:759